# Фрайберг-ам-Неккар
Фрайберг-ам-Неккар (нім. Freiberg am Neckar) — місто в Німеччині, знаходиться в землі Баден-Вюртемберг. Підпорядковується адміністративному округу Штутгарт. Входить до складу району Людвігсбург.
Площа — 13,14 км2. Населення становить 15 976 ос. (станом на 31 грудня 2020).